# Associazione Calcio Cesena 2017-2018
Questa voce raccoglie le informazioni riguardanti l'Associazione Calcio Cesena nelle competizioni ufficiali della stagione 2017-2018.

## Stagione
Per quanto riguarda la rosa, come spesso avviene nelle piccole realtà di provincia, anche al Cesena quest'anno sono avvenuti molti cambiamenti. Per quel che riguarda la porta, svincolato il portiere titolare Agazzi poi accasatosi all'Alessandria in Lega Pro e ceduto in prestito il terzo, Bardini, sempre in Lega Pro, sono arrivati dal Palermo Fulignati dopo aver racimolato qualche presenza in Serie A nel finale del campionato scorso coi rosanero e il giovane Melgrati di ritorno dal prestito al Prato in Lega Pro. Per la difesa invece, a seguito delle partenze del terzino destro Balzano e dei terzini sinistri Falasco e Renzetti, ritornati rispettivamente al Cagliari (che in seguito lo ha ceduto al Pescara), alla Roma (in seguito dato in prestito all'Avellino) e al Genoa (in seguito girato alla Cremonese) per fine prestito e delle cessioni dei centrali Capelli (Spezia), Ligi (Carpi) e il giovane Pompei (in Serie D) sono arrivati i terzini sinistri Eguelfi in prestito dall'Atalanta e Mordini (rientrato da vari prestiti nelle serie minori) e i centrali Esposito dal Vicenza, il giovane Farabegoli, proveniente dal settore giovanile bianconero e Scognamiglio dal Novara. Al termine della stagione, il Cesena viene penalizzato di 15 punti per il caso delle plusvalenze fittizie. Inizialmente il Tribunale Nazionale Federale e la Corte d'Apello Federale avevano statuito che la penalizzazione dovesse essere soncontata nella stagione 2018-2019, ma a seguito di una decisione del Collegio di Garanzia del CONI del 20 settembre 2018 (decisione n. 60-2018), la sanzione è stata applicata nella stagione 2017-2018. Conseguentemente, a seguito della riscrittura della classifica, il Cesena, che aveva terminato il campionato al 13º posto, con 50 punti, è stato retrocesso in ultima posizione, con 35 punti, ma solo virtualmente: la società era infatti già fallita da due mesi e non faceva quindi più parte della FIGC, che aveva sciolto la squadra a fine stagione. Per il Cesena si è trattato del primo fallimento in 78 anni di storia, e della necessità di dover ripartire, con una nuova società, dalla Serie D.

## Divise e sponsor
Lo sponsor tecnico per la stagione 2017-2018 è Lotto, al quarto anno con i bianconeri, mentre lo sponsor principale è PLT puregreen che continua la collaborazione col cavalluccio iniziata il 1º febbraio scorso con il quarto di finale di Coppa Italia giocato allo stadio Olimpico contro la Roma.

## Organigramma societario
- Organigramma aggiornato al 2 ottobre 2017[11]

Area direttiva
- Presidente: Giorgio Lugaresi
- Vicepresidente vicario: Mauro Giorgini
- Vice presidente: Graziano Pransani, Mauro Urbini
- Direttore generale: Gabriele Valentini

Area organizzativa
- Segretario generale: Marco Valentini
- Team manager: Fiorenzo Treossi

Area comunicazione
- Ufficio stampa: Michele Ceredi, Elena Pascucc
- Area legale e finanza: Christian Dionigi, Claudio Manuzzi, Franco Santarelli
- Responsabile stadio e biglietteria: Gianluca Campana
- Delegato ai rapporti con la tifoseria: Roberto Checchia

Area marketing
- Ufficio marketing: Sara Galligani

Area tecnica
- Direttore sportivo: Rino Foschi
- Dirigente area tecnica: Maurizio Marin
- Allenatore: Andrea Camplone, da settembre Fabrizio Castori
- Allenatore in seconda: Giacomo Dicara, da settembre Riccardo Bocchini
- Collaboratore tecnico: Pasquale Domenico Rocco, da settembre Tommaso Marolda
- Preparatori atletici: Salvatore Lalinga, da settembre Carlo Pescosolido
- Preparatore dei portieri: Marco Onesti, da settembre Francesco Antonioli

Area sanitaria
- Responsabile: Paolo Bazzocchi
- Medici sociali: Dante Boscherini
- Fisioterapista: Massimo Ridolfi, Stefano Valentini, Samuele Zani
- Recupero infortunati: Matteo Zoffoli
- Psicoterapeuta: Ian Giovanni Soscara

## Rosa
Rosa aggiornata al 18 maggio 2018.
| N. |                     | Ruolo | Calciatore                       |
| -- | ------------------- | ----- | -------------------------------- |
| 1  | Italia (bandiera)   | P     | Federico Agliardi                |
| 2  | Italia (bandiera)   | D     | Romano Perticone (vice capitano) |
| 3  | Italia (bandiera)   | D     | Davide Mordini                   |
| 3  | Italia (bandiera)   | D     | Tommaso Ceccacci                 |
| 4  | Italia (bandiera)   | C     | Emmanuel Cascione (capitano)     |
| 5  | Tunisia (bandiera)  | C     | Karim Laribi                     |
| 6  | Italia (bandiera)   | D     | Fabio Eguelfi                    |
| 7  | Italia (bandiera)   | D     | Nicolò Fazzi                     |
| 8  | Italia (bandiera)   | C     | Andrea Schiavone                 |
| 9  | Italia (bandiera)   | A     | Ettore Gliozzi                   |
| 9  | Italia (bandiera)   | A     | Cosimo Chiricò                   |
| 10 | Italia (bandiera)   | C     | Marco Crimi                      |
| 10 | Italia (bandiera)   | A     | Daniele Cacia                    |
| 11 | Italia (bandiera)   | A     | Gabriele Moncini                 |
| 13 | Italia (bandiera)   | P     | Lorenzo Bardini                  |
| 13 | Italia (bandiera)   | D     | Emanuele Suagher                 |
| 14 | Italia (bandiera)   | A     | Nicola Dalmonte                  |
| 15 | Italia (bandiera)   | C     | Matteo Gasperoni                 |
| 16 | Italia (bandiera)   | D     | Andrea Esposito                  |
| 17 | Italia (bandiera)   | A     | Giuseppe Panico                  |
| 17 | Svizzera (bandiera) | C     | Matteo Fedele                    |
| 18 | Ghana (bandiera)    | D     | Isaac Donkor                     |

| N. |                           | Ruolo | Calciatore            |
| -- | ------------------------- | ----- | --------------------- |
| 19 | Italia (bandiera)         | C     | Youssef Maleh         |
| 19 | Italia (bandiera)         | C     | Alessandro Carnicelli |
| 20 | Polonia (bandiera)        | C     | Tomasz Kupisz         |
| 22 | Italia (bandiera)         | P     | Riccardo Melgrati     |
| 23 | Costa d'Avorio (bandiera) | C     | Moussa Koné           |
| 23 | Senegal (bandiera)        | C     | Moussa Ndiaye         |
| 24 | Italia (bandiera)         | C     | Alessio Vita          |
| 25 | Italia (bandiera)         | C     | Giovanni Sbrissa      |
| 25 | Italia (bandiera)         | A     | Lorenzo Babbi         |
| 26 | Italia (bandiera)         | D     | Tommaso Farabegoli    |
| 27 | Italia (bandiera)         | D     | Alessandro Ligi       |
| 27 | Italia (bandiera)         | C     | Giovanni Di Noia      |
| 28 | Italia (bandiera)         | D     | Carmine Setola        |
| 29 | Italia (bandiera)         | D     | Alessandro Garattoni  |
| 29 | Italia (bandiera)         | D     | Gennaro Scognamiglio  |
| 30 | Gambia (bandiera)         | A     | Lamin Jallow          |
| 31 | Italia (bandiera)         | A     | Federico Varano       |
| 31 | Italia (bandiera)         | C     | Alessio Militari      |
| 32 | Italia (bandiera)         | D     | Michele Rigione       |
| 32 | Italia (bandiera)         | C     | Simone Emmanuello     |
| 33 | Italia (bandiera)         | P     | Andrea Fulignati      |

## Calciomercato

### Sessione estiva(dal 3/7 al 31/8)
| Acquisti         | Acquisti             | Acquisti       | Acquisti                           |
| R.               | Nome                 | da             | Modalità                           |
| ---------------- | -------------------- | -------------- | ---------------------------------- |
| P                | Andrea Fulignati     | Palermo        | definitivo                         |
| P                | Riccardo Melgrati    | Prato          | fine prestito                      |
| D                | Isaac Donkor         | Inter          | definitivo                         |
| D                | Fabio Eguelfi        | Atalanta       | prestito diritto ris. e controris. |
| D                | Andrea Esposito      | Vicenza        | definitivo (gratuito)              |
| D                | Nicolò Fazzi         | Atalanta       | prestito diritto ris. e controris. |
| D                | Davide Mordini       | Recanatese     | definitivo (gratuito)              |
| D                | Michele Rigione      | Chievo         | prestito                           |
| D                | Gennaro Scognamiglio | Novara         | definitivo                         |
| D                | Carmine Setola       | Palermo        | prestito                           |
| C                | Marco Crimi          | Carpi          | definitivo (350 mila €)            |
| C                | Giovanni Di Noia     | Bari           | prestito con diritto di riscatto   |
| C                | Matteo Gasperoni     | Atalanta U19   | definitivo                         |
| C                | Tomasz Kupisz        | Chievo         | definitivo (700 mila €)            |
| C                | Karim Laribi         | Sassuolo       | definitivo (ratuito)               |
| C                | Giovanni Sbrissa     | Sassuolo       | prestito diritto ris. e controris. |
| C                | Alessio Vita         | Sassuolo       | definitivo (gratuito)              |
| A                | Daniele Cacia        | Ascoli         | definitivo                         |
| A                | Ettore Gliozzi       | Sassuolo       | prestito diritto ris. e controris. |
| A                | Lamin Jallow         | Chievo         | prestito diritto ris. e controris. |
| A                | Gabriele Moncini     | Prato          | fine prestito                      |
| A                | Federico Varano      | Pistoiese      | fine prestito                      |
| Altre operazioni |                      |                |                                    |
| R.               | Nome                 | da             | Modalità                           |
| P                | Matteo Grandi        | Latina         | fine prestito                      |
| D                | Davide Adorni        | Santarcangelo  | fine prestito                      |
| D                | Carlo Crialese       | Bassano Virtus | fine prestito                      |
| D                | Gianmarco Fabbri     | Delta Rovigo   | fine prestito                      |
| D                | Matteo Ronchi        | Santarcangelo  | fine prestito                      |
| D                | Andrea Zamagni       | San Marino     | fine prestito                      |
| C                | Tommaso Arrigoni     | Lumezzane      | fine prestito                      |
| C                | Marko Djuric         | Ancona         | fine prestito                      |
| C                | Lorenzo Ferretti     | Forlì          | fine prestito                      |
| C                | Alessandro Pasquini  | Romagna Centro | definitivo (gratuito)              |
| C                | Andrea Tabanelli     | Pisa           | fine prestito                      |
| A                | Salvatore Maiorana   | Santarcangelo  | fine prestito                      |
| A                | Mirco Severini       | Castelvetro    | fine prestito                      |
| A                | Ernesto Starita      | Pro Vercelli   | definitivo                         |

| Cessioni         | Cessioni             | Cessioni         | Cessioni                           |
| R.               | Nome                 | a                | Modalità                           |
| ---------------- | -------------------- | ---------------- | ---------------------------------- |
| P                | Michael Agazzi       | Alessandria      | definitivo (gratuito)              |
| P                | Lorenzo Bardini      | Monopoli         | prestito                           |
| D                | Antonio Balzano      | Cagliari         | fine prestito                      |
| D                | Daniele Capelli      | Spezia           | definitivo (gratuito)              |
| D                | Isaac Donkor         | Inter            | fine prestito                      |
| D                | Nicola Falasco       | Roma             | fine prestito                      |
| D                | Alessandro Garattoni | Imolese          | prestito                           |
| D                | Alessandro Ligi      | Carpi            | definitivo                         |
| D                | Francesco Renzetti   | Genoa            | fine prestito                      |
| D                | Michele Rigione      | Chievo           | definitivo (200 mila €)            |
| D                | Carmine Setola       | Palermo          | definitivo                         |
| C                | Marco Crimi          | Carpi            | fine prestito                      |
| C                | Marco Crimi          | Virtus Entella   | definitivo                         |
| C                | Aleksandros Dhamo    | Santarcangelo    | prestito                           |
| C                | Matteo Gasperi       | Fermana          | prestito                           |
| C                | Karim Laribi         | Sassuolo         | fine prestito                      |
| C                | Mattia Vitale        | Juventus         | fine prestito                      |
| A                | Camillo Ciano        | Frosinone        | definitivo (1,3 mln €)             |
| A                | Andrea Cocco         | Pescara          | fine prestito                      |
| A                | Nunzio Di Roberto    | Crotone          | fine prestito                      |
| A                | Luca Garritano       | Chievo           | definitivo (1 mln €)               |
| A                | Alejandro Rodríguez  | Chievo           | definitivo (500 mila €)            |
| A                | Federico Varano      | Fano             | prestito                           |
| Altre operazioni |                      |                  |                                    |
| R.               | Nome                 | a                | Modalità                           |
| P                | Matteo Grandi        | Bassano Virtus   | prestito diritto ris. e controris. |
| D                | Davide Adorni        | Cittadella       | definitivo                         |
| D                | Carlo Crialese       | Pro Vercelli     | definitivo                         |
| D                | Francesco Dondini    | Forlì            | prestito                           |
| D                | Gianmarco Fabbri     | Fano             | prestito                           |
| D                | Lorenzo Pompei       | Romagna Centro   | definitivo                         |
| D                | Matteo Ronchi        | Ravenna          | definitivo                         |
| D                | Joaquim Soumahin     | Santarcangelo    | prestito                           |
| D                | Andrea Zamagni       | Romagna Centro   | definitivo00 (gratuito)            |
| C                | Tommaso Arrigoni     | Lucchese         | definitivo                         |
| C                | Christian Cenci      | Ravenna          | prestito                           |
| C                | Marko Djuric         | -                | svincolato (01/07)                 |
| C                | Lorenzo Ferretti     | ArzignanoChiampo | definitivo (gratuito)              |
| C                | Alessandro Pasquini  | Rimini           | definitivo                         |
| C                | Davide Pizzolato     | Este             | prestito                           |
| C                | Andrea Tabanelli     | Padova           | definitivo                         |
| A                | Franklyn Akammadu    | Fermana          | prestito                           |
| A                | Pietro Borgogna      | Calvi Noale      | prestito                           |
| A                | Gioele Donadello     | Santarcangelo    | prestito                           |
| A                | Salvatore Maiorana   | -                | svincolato                         |
| A                | Mirco Severini       | Ravenna          | prestito                           |
| A                | Ernesto Starita      | Pro Piacenza     | prestito                           |

### Sessione invernale(dal 3/1 al 31/1)
| Acquisti         | Acquisti          | Acquisti   | Acquisti                         |
| R.               | Nome              | da         | Modalità                         |
| ---------------- | ----------------- | ---------- | -------------------------------- |
| D                | Emanuele Suagher  | Atalanta   | prestito                         |
| C                | Simone Emmanuello | Atalanta   | prestito                         |
| C                | Matteo Fedele     | Foggia     | prestito con diritto di riscatto |
| A                | Cosimo Chiricò    | svincolato | definitivo                       |
| Altre operazioni |                   |            |                                  |
| R.               | Nome              | da         | Modalità                         |
| C                | Matteo Gasperi    | Fermana    | risoluzione consens. prestito    |
| A                | Franklyn Akammadu | Fermana    | risoluzione consens. prestito    |
| A                | Mirco Severini    | Ravenna    | risoluzione consens. prestito    |

| Cessioni         | Cessioni           | Cessioni     | Cessioni                      |
| R.               | Nome               | a            | Modalità                      |
| ---------------- | ------------------ | ------------ | ----------------------------- |
| D                | Tommaso Farabegoli | Sassuolo U18 | prestito                      |
| D                | Davide Mordini     | Mestre       | prestito                      |
| D                | Michele Rigione    | Chievo       | risoluzione consens. prestito |
| D                | Carmine Setola     | Palermo      | risoluzione consens. prestito |
| C                | Moussa Koné        | Frosinone    | definitivo (500 mila €)       |
| C                | Youssef Maleh      | Ravenna      | prestito                      |
| C                | Giovanni Sbrissa   | Sassuolo     | risoluzione consens. prestito |
| A                | Ettore Gliozzi     | Sassuolo     | risoluzione consens. prestito |
| A                | Giuseppe Panico    | Genoa        | risoluzione consens. prestito |
| Altre operazioni |                    |              |                               |
| R.               | Nome               | a            | Modalità                      |
| C                | Matteo Gasperi     | Fano         | prestito                      |
| A                | Franklyn Akammadu  | Prato        | prestito                      |
| A                | Mirco Severini     | Juve Stabia  | prestito                      |

## Risultati

### Serie B

#### Girone di andata
| Arbitro: | Sacchi (Macerata) |

|                                    |           |  |
| Improta 38’ Galano 59’ Tonucci 68’ | Marcatori |  |

| Cesena domenica 3 settembre 2017, ore 20:30 CEST 2ª giornata | Cesena          | 0 – 0 referto | Venezia | Orogel Stadium-Dino Manuzzi (11 581 spett.)\| Arbitro: \| Fourneau (Roma) \| |
| Arbitro:                                                     | Fourneau (Roma) |               |         |                                                                              |

| Arbitro: | Saia (Palermo) |

|             |           |  |
| Angiulli 7’ | Marcatori |  |

| Arbitro: | Baroni (Firenze) |

|                           |           |                        |
| Cacia 2’, 51’ Sbrissa 27’ | Marcatori | 55’ (rig.) L. Castaldo |

| Arbitro: | Pillitteri (Palermo) |

|                                          |           |  |
| Kouamé 8’, 44’ Salvi 25’ Iori 78’ (rig.) | Marcatori |  |

| Arbitro: | Illuzzi (Molfetta) |

|  |           |                              |
|  | Marcatori | 84’ Lores Varela 87’ Baldini |

| Arbitro: | La Penna (Roma) |

|                                                                     |           |                        |
| Bergamelli 16’ Rovini 59’ Raičević 63’ Firenze 69’ Vives 75’ (rig.) | Marcatori | 7’ Dalmonte 22’ Jallow |

| Arbitro: | Marini (Roma) |

|               |           |  |
| Schiavone 32’ | Marcatori |  |

| Arbitro: | Pinzani (Empoli) |

|                 |           |                     |
| Jelenič 3’, 14’ | Marcatori | 90+3’ (aut.) Brosco |

| Arbitro: | Aureliano (Bologna) |

|                                           |           |                                    |
| Dalmonte 59’ Gerbo 83’ (aut.) Rigione 90’ | Marcatori | 48’ Coletti 52’ Beretta 70’ Mazzeo |

| Arbitro: | Fourneau (Roma) |

|  |           |                            |
|  | Marcatori | 32’ Jallow 48’, 56’ Laribi |

| Arbitro: | Minelli (Varese) |

|                               |           |                        |
| Jallow 45+1’ Scognamiglio 59’ | Marcatori | 57’ Chajia 77’ Macheda |

| Arbitro: | Di Paolo (Avezzano) |

|                        |           |                |
| La Mantia 41’ Diaw 66’ | Marcatori | 6’, 35’ Jallow |

| Arbitro: | Ros (Pordenone) |

|                                      |           |                                        |
| Kupisz 3’ Koné 22’ Pucino 66’ (aut.) | Marcatori | 27’ Rodríguez 71’ Bocalon 78’ M. Ricci |

| Arbitro: | Balice (Termoli) |

|                                                           |           |                                      |
| Donnarumma 14’, 59’ (rig.) Caputo 73’ Zajc 85’ Krunić 87’ | Marcatori | 76’ Fazzi 90+2’ Jallow 90+4’ Moncini |

| Arbitro: | Serra (Torino) |

|                  |           |  |
| Scognamiglio 25’ | Marcatori |  |

| Arbitro: | Pillitteri (Palermo) |

|                                             |           |                            |
| Beghetto 21’ Dionisi 35’ (rig.) Soddimo 77’ | Marcatori | 18’, 31’ Laribi 83’ Jallow |

| Arbitro: | Nasca (Bari) |

|                                                        |           |                          |
| Jallow 72’ Brugman 81’ (aut.) Moncini 87’ Donkor 90+5’ | Marcatori | 62’ Benali 76’ Pettinari |

| Parma sabato 16 dicembre 2017, ore 15:00 CET 19ª giornata | Parma               | 0 – 0 referto | Cesena | Stadio Ennio Tardini (10 507 spett.)\| Arbitro: \| Di Martino (Teramo) \| |
| Arbitro:                                                  | Di Martino (Teramo) |               |        |                                                                           |

| Arbitro: | Sacchi (Macerata) |

|            |           |               |
| Jallow 34’ | Marcatori | 9’ Trajkovski |

| Arbitro: | Martinelli (Roma) |

|              |           |  |
| Paulinho 77’ | Marcatori |  |

#### Girone di ritorno
| Arbitro: | Marini (Roma) |

|            |           |                    |
| Laribi 13’ | Marcatori | 50’ (aut.) Suagher |

| Arbitro: | Piscopo (Imperia) |

|           |           |  |
| Geijo 70’ | Marcatori |  |

| Arbitro: | Pinzani (Empoli) |

|                                           |           |                                        |
| Moncini 18’, 22’ Jallow 35’ Schiavone 75’ | Marcatori | 14’ Valjent 45’ Carretta 70’ Tremolada |

| Arbitro: | Ghersini (Genova) |

|             |           |             |
| Moretti 90’ | Marcatori | 90+6’ Cacia |

| Arbitro: | Ros (Pordenone) |

|  |           |            |
|  | Marcatori | 29’ Kouamé |

| Arbitro: | La Penna (Roma) |

|                        |           |            |
| Mogoș 25’ Clemenza 51’ | Marcatori | 41’ Fedele |

| Arbitro: | Chiffi (Padova) |

|                        |           |                         |
| Di Noia 18’ Kupisz 22’ | Marcatori | 67’ Castiglia 72’ Berra |

| Arbitro: | Pezzuto (Lecce) |

|               |           |                       |
| Marilungo 40’ | Marcatori | 21’ Kupisz 71’ Jallow |

| Cesena sabato 10 marzo 2018, ore 15:00 CET 30ª giornata | R.C. Cesena         | 0 – 0 referto | Carpi | Orogel Stadium-Dino Manuzzi (10 954 spett.)\| Arbitro: \| Di Paolo (Avezzano) \| |
| Arbitro:                                                | Di Paolo (Avezzano) |               |       |                                                                                  |

| Arbitro: | Marini (Roma) |

|                          |           |            |
| Agnelli 47’ Mazzeo 90+2’ | Marcatori | 43’ Laribi |

| Arbitro: | Aureliano (Bologna) |

|               |           |               |
| Schiavone 59’ | Marcatori | 71’ Buonaiuto |

| Arbitro: | Nasca (Bari) |

|             |           |  |
| Maniero 81’ | Marcatori |  |

| Arbitro: | Sacchi (Macerata) |

|                                      |           |  |
| Kupisz 3’ Schiavone 18’ Dalmonte 50’ | Marcatori |  |

| Arbitro: | Marinelli (Tivoli) |

|            |           |             |
| Rosina 70’ | Marcatori | 18’ Moncini |

| Arbitro: | Saia (Ragusa) |

|                              |           |                                |
| Scognamiglio 37’ Moncini 61’ | Marcatori | 3’, 63’ Donnarumma 8’ Bennacer |

| Brescia sabato 21 aprile 2018, ore 15:00 CEST 37ª giornata | Brescia          | 0 – 0 referto | R.C. Cesena | Stadio Mario Rigamonti (6 632 spett.)\| Arbitro: \| Pinzani (Empoli) \| |
| Arbitro:                                                   | Pinzani (Empoli) |               |             |                                                                         |

| Arbitro: | Di Paolo (Avezzano) |

|                   |           |  |
| Laribi 53’ (rig.) | Marcatori |  |

| Pescara martedì 1 maggio 2018, ore 20:30 CEST 39ª giornata | Pescara         | 0 – 0 referto | R.C. Cesena | Stadio Adriatico-Giovanni Cornacchia (7 307 spett.)\| Arbitro: \| Chiffi (Padova) \| |
| Arbitro:                                                   | Chiffi (Padova) |               |             |                                                                                      |

| Arbitro: | Fourneau (Roma) |

|                    |           |              |
| Moncini 86’, 90+5’ | Marcatori | 56’ Ceravolo |

| Palermo sabato 12 maggio 2018, ore 15:00 CEST 41ª giornata | Palermo         | 0 – 0 referto | R.C. Cesena | Stadio Renzo Barbera (23 204 spett.)\| Arbitro: \| Pezzuto (Lecce) \| |
| Arbitro:                                                   | Pezzuto (Lecce) |               |             |                                                                       |

| Arbitro: | Giua (Olbia) |

|            |           |  |
| Kupisz 68’ | Marcatori |  |

### Coppa Italia

#### Secondo Turno
| Arbitro: | Di Martino (Teramo) |

|                            |           |               |
| Laribi 16’ (rig.) Vita 56’ | Marcatori | 90+1’ Valente |

##### Terzo Turno
| Arbitro: | Manganiello (Pinerolo) |

|                        |           |                   |
| Simeone 51’ Laxalt 95’ | Marcatori | 36’ (rig.) Laribi |

## Statistiche

### Statistiche di squadra
Statistiche aggiornate al 10 marzo 2018
| Competizione | Punti       | In casa | In casa | In casa | In casa | In casa | In casa | In trasferta | In trasferta | In trasferta | In trasferta | In trasferta | In trasferta | Totale | Totale | Totale | Totale | Totale | Totale | D.R. |
| Competizione | Punti       | G       | V       | N       | P       | Gf      | Gs      | G            | V            | N            | P            | Gf           | Gs           | G      | V      | N      | P      | Gf     | Gs     | D.R. |
| ------------ | ----------- | ------- | ------- | ------- | ------- | ------- | ------- | ------------ | ------------ | ------------ | ------------ | ------------ | ------------ | ------ | ------ | ------ | ------ | ------ | ------ | ---- |
| Serie B      | 50          | 21      | 9       | 9       | 3       | 35      | 26      | 21           | 2            | 8            | 11           | 20           | 35           | 42     | 11     | 17     | 14     | 55     | 61     | - 6  |
| Coppa Italia | Terzo turno | 1       | 1       | 0       | 0       | 2       | 1       | 1            | 0            | 0            | 1            | 1            | 2            | 2      | 1      | 0      | 1      | 3      | 3      | 0    |
| Totale       | 50          | 22      | 10      | 9       | 3       | 37      | 27      | 22           | 2            | 8            | 12           | 21           | 37           | 44     | 12     | 17     | 15     | 58     | 64     | - 6  |

### Andamento in campionato
| Giornata  | 1  | 2  | 3  | 4  | 5  | 6  | 7  | 8  | 9  | 10 | 11 | 12 | 13 | 14 | 15 | 16 | 17 | 18 | 19 | 20 | 21 | 22 | 23 | 24 | 25 | 26 | 27 | 28 | 29 | 30 | 31 | 32 | 33 | 34 | 35 | 36 | 37 | 38 | 39 | 40 | 41 | 42 |
| --------- | -- | -- | -- | -- | -- | -- | -- | -- | -- | -- | -- | -- | -- | -- | -- | -- | -- | -- | -- | -- | -- | -- | -- | -- | -- | -- | -- | -- | -- | -- | -- | -- | -- | -- | -- | -- | -- | -- | -- | -- | -- | -- |
| Luogo     | T  | C  | T  | C  | T  | C  | T  | C  | T  | C  | T  | C  | T  | C  | T  | C  | T  | C  | T  | C  | T  | C  | T  | C  | T  | C  | T  | C  | T  | C  | T  | C  | T  | C  | T  | C  | T  | C  | T  | C  | T  | C  |
| Risultato | P  | N  | P  | V  | P  | P  | P  | V  | P  | N  | V  | N  | N  | N  | P  | V  | N  | V  | N  | N  | P  | N  | P  | V  | N  | P  | P  | N  | V  | N  | P  | N  | P  | V  | N  | P  | N  | V  | N  | V  | N  | V  |
| Posizione | 20 | 17 | 19 | 15 | 20 | 21 | 22 | 22 | 22 | 22 | 20 | 21 | 22 | 21 | 21 | 20 | 18 | 18 | 17 | 16 | 18 | 17 | 18 | 17 | 17 | 19 | 19 | 19 | 17 | 18 | 18 | 18 | 18 | 17 | 17 | 17 | 19 | 17 | 17 | 15 | 15 | 13 |

Fonte:  Serie B – Classifica, in Legab.it. URL consultato il 15 agosto 2017 (archiviato dall'url originale il 12 gennaio 2018).
Legenda:

Luogo: C = Casa; T = Trasferta. Risultato: V = Vittoria; N = Pareggio; P = Sconfitta.

### Statistiche dei giocatori
Statistiche aggiornate al 18 maggio 2018. 
Sono in corsivo i calciatori che hanno lasciato la società a stagione in corso.
| Giocatore       | Serie B  | Serie B | Serie B     | Serie B    | Coppa Italia | Coppa Italia | Coppa Italia | Coppa Italia | Totale   | Totale | Totale      | Totale     |
| Giocatore       | Presenze | Reti    | Ammonizioni | Espulsioni | Presenze     | Reti         | Ammonizioni  | Espulsioni   | Presenze | Reti   | Ammonizioni | Espulsioni |
| --------------- | -------- | ------- | ----------- | ---------- | ------------ | ------------ | ------------ | ------------ | -------- | ------ | ----------- | ---------- |
| F. Agliardi     | 7        | -13     | 0           | 0          | 1            | -1           | 0            | 0            | 8        | -14    | 0           | 0          |
| L. Babbi        | 0        | 0       | 0           | 0          | -            | -            | -            | -            | 0        | 0      | 0           | 0          |
| L. Bardini      | 0        | 0       | 0           | 0          | -            | -            | -            | -            | 0        | 0      | 0           | 0          |
| D. Cacia        | 16       | 3       | 0           | 0          | -            | -            | -            | -            | 16       | 3      | 0           | 0          |
| A. Carincelli   | 0        | 0       | 0           | 0          | -            | -            | -            | -            | 0        | 0      | 0           | 0          |
| E. Cascione     | 16       | 0       | 6           | 1          | 1            | 0            | 1            | 0            | 17       | 0      | 7           | 1          |
| T. Ceccacci     | 0        | 0       | 0           | 0          | -            | -            | -            | -            | 0        | 0      | 0           | 0          |
| C. Chiricò      | 7        | 0       | 0           | 0          | -            | -            | -            | -            | 7        | 0      | 0           | 0          |
| M. Crimi        | 1        | 0       | 0           | 0          | 2            | 0            | 1            | 0            | 3        | 0      | 1           | 0          |
| N. Dalmonte     | 30       | 3       | 2           | 0          | -            | -            | -            | -            | 30       | 3      | 2           | 0          |
| G. Di Noia      | 27       | 1       | 9           | 0          | -            | -            | -            | -            | 27       | 1      | 9           | 0          |
| I. Donkor       | 29       | 1       | 7           | 0          | 1            | 0            | 0            | 0            | 30       | 1      | 7           | 0          |
| F. Eguelfi      | 4        | 0       | 1           | 0          | 1            | 0            | 0            | 0            | 5        | 0      | 1           | 0          |
| S. Emmanuello   | 6        | 0       | 1           | 0          | -            | -            | -            | -            | 6        | 0      | 1           | 0          |
| A. Esposito     | 26       | 0       | 5           | 0          | 1            | 0            | 0            | 0            | 27       | 0      | 5           | 0          |
| T. Farabegoli   | 0        | 0       | 0           | 0          | -            | -            | -            | -            | 0        | 0      | 0           | 0          |
| N. Fazzi        | 33       | 1       | 6           | 0          | 1            | 0            | 0            | 0            | 34       | 1      | 6           | 0          |
| M. Fedele       | 14       | 1       | 2           | 1          | -            | -            | -            | -            | 14       | 1      | 2           | 1          |
| A. Fulignati    | 36       | -48     | 0           | 0          | 1            | -2           | 0            | 0            | 37       | -50    | 0           | 0          |
| A. Garattoni    | -        | -       | -           | -          | 0            | 0            | 0            | 0            | 0        | 0      | 0           | 0          |
| E. Gliozzi      | 8        | 0       | 0           | 0          | 2            | 0            | 1            | 0            | 10       | 0      | 1           | 0          |
| L. Jallow       | 36       | 11      | 5           | 0          | 2            | 0            | 0            | 0            | 38       | 11     | 5           | 0          |
| M. Konè         | 14       | 1       | 3           | 0          | -            | -            | -            | -            | 14       | 1      | 3           | 0          |
| T. Kupisz       | 31       | 5       | 3           | 2          | 2            | 0            | 0            | 0            | 33       | 5      | 3           | 2          |
| K. Laribi       | 39       | 7       | 6           | 0          | 2            | 2            | 1            | 0            | 41       | 9      | 7           | 0          |
| A. Ligi         | 1        | 0       | 0           | 0          | 1            | 0            | 0            | 0            | 2        | 0      | 0           | 0          |
| Y. Maleh        | 0        | 0       | 0           | 0          | 0            | 0            | 0            | 0            | 0        | 0      | 0           | 0          |
| R. Melgrati     | 0        | 0       | 0           | 0          | 0            | 0            | 0            | 0            | 0        | 0      | 0           | 0          |
| A. Militari     | -        | -       | -           | -          | 1            | 0            | 0            | 0            | 1        | 0      | 0           | 0          |
| G. Moncini      | 27       | 8       | 3           | 0          | 1            | 0            | 0            | 0            | 28       | 8      | 3           | 0          |
| D. Mordini      | 3        | 0       | 2           | 0          | 1            | 0            | 0            | 0            | 4        | 0      | 2           | 0          |
| M. Ndiaye       | 1        | 0       | 0           | 0          | -            | -            | -            | -            | 1        | 0      | 0           | 0          |
| G. Panico       | 9        | 0       | 1           | 0          | 1            | 0            | 0            | 0            | 10       | 0      | 1           | 0          |
| R. Perticone    | 30       | 0       | 8           | 0          | 2            | 0            | 2            | 0            | 32       | 0      | 10          | 0          |
| M. Rigione      | 13       | 1       | 1           | 0          | -            | -            | -            | -            | 13       | 1      | 1           | 0          |
| G. Sbrissa      | 8        | 1       | 2           | 0          | 1            | 0            | 0            | 0            | 9        | 1      | 2           | 0          |
| A. Schiavone    | 34       | 4       | 4           | 0          | 1            | 0            | 0            | 0            | 35       | 4      | 4           | 0          |
| G. Scognamiglio | 36       | 3       | 7           | 1          | -            | -            | -            | -            | 36       | 3      | 7           | 1          |
| C. Setola       | -        | -       | -           | -          | 0            | 0            | 0            | 0            | 0        | 0      | 0           | 0          |
| E. Suagher      | 15       | 0       | 4           | 0          | -            | -            | -            | -            | 15       | 0      | 4           | 0          |
| A. Vita         | 31       | 0       | 2           | 0          | 2            | 1            | 0            | 0            | 33       | 1      | 2           | 0          |

## Giovanili

### Organigramma
Area direttiva
- Presidente: Lorenzo Lelli
- Direttore soportivo: Luigi Piangerelli
- Segretario settore giovanile:Filippo Biondi, Monica Magnani